# Фахрави, Карим
Карим Фахрави (1962 — 12 апреля 2011, Манама) — бахрейнский журналист. Был арестован полицией Бахрейна и забит насмерть. Стал вторым журналистом, погибшим во время восстания в Бахрейне.

## Биография
Карим Фахрави жил в Манаме. В 2002 году стал одним из основателей газеты «Аль-Васат», которая стала единственной независимой газетой Бахрейна. Владел книжным магазином. Входил в крупнейшую оппозиционную партию Бахрейна «Аль-Вефак».
5 апреля 2011 года Карим Фахрави был арестован полицией, после того, как он заявил, что полиция угрожала разрушить его дом. Одновременно с этим правительство Бахрейна обвинило газету «Аль-Вефак» в том, что она занимается «фабрикацией новостей и фальсификацией». Также было объявлено, что правительство намеревается предъявить обвинения троим сотрудникам газеты, а ещё двух депортировать из страны.
Фахрави умер через неделю после ареста, 12 апреля 2011 года. Представители полиции заявили, что журналист умер от почечной недостаточности, но позднее были опубликованы фотографии тела погибшего журналиста, на которых видны синяки и следы пыток.

## Последующие события
Генеральный директор ЮНЕСКО Ирина Бокова потребовала провести расследование смерти журналиста.
31 мая 2012 года был убит журналист Ахмед Исмаил Хассан, опубликовавший снимки тела Фахрави в Интернете.
Двое полицейских, забивших насмерть Карима Фахрави, были приговорены к 7 годам заключения.